# Responsabilidade civil do Estado
A responsabilidade objetiva do Estado trata-se de uma das teorias que busca explicar a responsabilidade civil da Administração Pública. Trata-se, portanto, da obrigação do Estado de recompor danos causados a terceiros em razão de comportamento unilateral comissivo ou omissivo, legítimo ou ilegítimo, material ou jurídico, que lhe seja imputável. 
A teoria da responsabilidade objetiva vêm do direito civil. Historicamente, foi o Conselho de Estado francês que primeiramente a adotou. Por essa teoria, a obrigação de o Estado indenizar o dano surge, tão-só, do ato lesivo de que ele, Estado, foi causador. Desta maneira, ocorre quando há a substituição do instituto civil da culpa pelo nexo de causalidade se opondo a teoria da responsabilidade subjetiva. Aplicada ao direito administrativo, representa a evolução da responsabilidade civil da Administração Pública que antes dependia da comprovação de culpa para a adoção da responsabilidade objetiva.

## Histórico
Ao longo da história, a responsabilidade civil do Estado já foi tratada de diversas formas, desde a própria ausência de responsabilidade por parte do ente estatal até uma responsabilização previamente expressa na legislação. As etapas da evolução da responsabilidade civil atribuída ao Estado costuma ser dividida em, ao menos, cinco teorias: Teoria da Irresponsabilidade do Estado; Responsabilidade com previsão legal; Teoria da Responsabilidade Subjetiva, também chamada de Teoria Civilista; Teoria da Culpa do Serviço e, por último, a Teoria da Responsabilidade Objetiva.
A Teoria da Irresponsabilidade do Estado marca o período em que o próprio ente estatal determinava se este deveria ou não ser responsabilizado por seus atos, quer esses atos representassem um prejuízo ou dano a um indivíduo ou ao coletivo ou não. Neste momento da evolução da responsabilização do Estado, predominava a ideia de manutenção da soberania e autoridade do Estado, onde inexistia a possibilidade de contestação das ações do ente estatal por terceiros. Não se admitia que o Estado pudesse responder pelos atos que praticava, ainda que estes resultassem em prejuízo para uma parcela considerável da população. A irresponsabilidade estatal predominava nos regimes monárquicos absolutistas, onde o monarca era, muitas vezes, visto como uma figura divina. Há estudiosos que apontam que o Brasil não experimentou a fase da irresponsabilidade do Estado, ainda que tenha vivido um período de sua história sob regime de monarquia.
Em outro aspecto, a responsabilidade do Estado com previsão legal foi discutida, inicialmente, na França, no que ficou conhecido como "Caso Blanco", em meados do século XIX. Nesta teoria, o Estado era responsabilizado por seus atos, ações e omissões, desde que houvesse previsão legal específica permitindo esta responsabilização do ente público. Antes deste momento, o Estado era tido como irresponsável e, em medida certa, passou a responder em determinados casos. A criação do Tribunal de Conflitos, em 1873, marcou a passagem desta teoria na história do Direito brasileiro.
Ao tratar-se da Teoria da Responsabilidade Subjetiva, o Estado passou a responder por suas ações, mesmo que não houvesse previamente previsão legal para casos determinados. Porém, era necessário que se verificasse a intenção do agente público, que agia em nome do ente estatal, para que fosse admitida a sua responsabilização. Em geral, nesta teoria predominava a ideia de que o Estado respondia civilmente desde que fosse comprovado o dano, a conduta estatal, o nexo causal entre o fato e o resultado e a culpa ou dolo do agente que praticou o ato em nome do Estado. Ausente qualquer um destes elementos, imperava a exclusão de responsabilidade civil, que resultava na não responsabilização do ente público. No Brasil, o Código Civil de 1916 foi um importante amparo legal para a Teoria da Responsabilidade Subjetiva, uma vez que equiparava a responsabilidade do Estado à necessidade de se comprovar a culpa do agente público do qual se decorreu o ato.
Como forma de melhor proteger os cidadãos que tivessem seus direitos violados pelo Estado, ou que fossem vítimas de prejuízos ou danos causados por seus agentes, passou a predominar a Teoria da Culpa do Serviço, onde a responsabilidade do Estado era baseada no serviço prestado por este, e não apenas na culpa ou dolo do agente que prestava o serviço. Esta teoria recebeu o nome, também de faute du service, por ser advinda da França.
Na contemporaneidade, prevalece as ideias emanadas pela Teoria da Responsabilização Objetiva do ente público, onde o Estado responde em razão de qualquer ato lícito ou ilícito que tenha resultado em perigo, dano ou prejuízo a um cidadão ou à coletividade. Neste patamar, a responsabilidade é tida como extracontratual, uma vez que basta a comprovação do nexo de causalidade entre a ação ou omissão e o fato ensejador de dano. No Brasil, vigora a Teoria da Responsabilidade Civil Objetiva do Estado desde a promulgação da Constituição brasileira de 1946, sendo que as constituições predecessoras mantiveram este ideal.

## Direito Brasileiro
No Brasil, a Constituição brasileira de 1988 adotou, em seu artigo 37, §6º a teoria da responsabilidade objetiva do Estado . Determina que as pessoas jurídicas de direito público e as pessoas jurídicas de direito privadas que prestam serviços públicos deverão reparar os danos causados a terceiros enquanto estiverem atuando nessa função. 
Já o Código Civil brasileiro regula a questão em seu artigo 43. Também há a referência que as pessoas jurídicas de direito público são civilmente obrigadas , embora não faça referência às pessoas de direito privado que são prestadoras de serviço público.
Em 21 de maio de 2020 o plenário do Supremo Tribunal Federal analisou a constitucionalidade de Medida Provisória nº 966 de 2020, que trata sobre a responsabilização dos agentes públicos durante a crise de saúde pública. A maioria decidiu que os agentes públicos devem observar critérios técnicos e científicos de entidades médicas e sanitária ao enfrentarem a pandemia da Covid-19, a fim de não serem corresponsabilizados por eventuais ofensas a direitos. A Corte destacou o princípio da autocontenção, no caso de dúvida sobre a eficácia ou sobre o benefício das medidas. 

## Requisitos
Existem cinco requisitos principais para caracterizar a responsabilidade objetiva do Estado:
1. Ato praticado por agente de pessoa jurídica de direito público ou pessoa jurídica de direito privado prestadora de serviço público;
2. As entidades serem diretamente prestadoras de serviço público e que o dano seja decorrente da prestação de serviço público;
3. O dano tem que ser causado a terceiros, em decorrência da prestação do serviço público;
4. O dano seja causado por agente das aludidas pessoas jurídicas, sem interessar o título sob qual prestam o serviço;
5. O agente, que causa o dano, aja na qualidade de agente público.

## Causas Excludentes e Atenuantes
Existem situações em que a responsabilidade objetiva do Estado não alcança seus efeitos, porque o nexo de causalidade deixa de justificar a relação de causalidade entre a ação ou omissão do agente público e o dano causado. As causas excludentes são aquelas que fazem deixar de existir a responsabilidade estatal, enquanto as causas atenuantes mitigam seus efeitos.
As causas apontadas como causas excludentes são a força maior, a culpa da vítima e a culpa de terceiros. A causa atenuante é a culpa concorrente da vítima.